# Lusk (Wyoming)
Pour les articles homonymes, voir Lusk.
Lusk est une ville de l'est du Wyoming (États-Unis). Lusk est le siège du comté de Niobrara. Lors du recensement de 2010, la ville comptait 1 567 habitants.

## Personnalités nées à Lusk
- Thomas Wilson Brown, acteur
- Dick Ellsworth, joueur de baseball
- James G. Watt, secrétaire à l’Intérieur sous Ronald Reagan

## Source
- (en) Cet article est partiellement ou en totalité issu de l’article de Wikipédia en anglais intitulé « Lusk, Wyoming » (voir la liste des auteurs).